# Jean-Philippe Darcis
Jean-Philippe Darcis, né à Verviers (Belgique) en 1971, est un artisan pâtissier-chocolatier belge.

## Biographie
Darcis ouvre sa première boutique à 25 ans, tout en se formant chez des chocolatiers renommés comme Lenôtre, Belouet, Wittamer ou Richard. Jean-Philippe Darcis gagne de nombreux prix dont le Prix International du chocolat belge en 2001, ce qui lui octroie à vie le titre d’ambassadeur du chocolat belge.
Il poursuit en ouvrant d’autres magasins ailleurs en Belgique (Liège, Bruxelles) et dans le monde (en Espagne et au Japon, par exemple). Darcis organise également la construction d’une « Chocolaterie », à la fois boutique, musée et école de cuisine, à Verviers, qui ouvre au milieu de l’année 2016,. Il s’attaque aussi à la fin de l’année au record du monde du plus long éclair au chocolat (détenu par des pâtissiers suisses avec un éclair long de 503 m) ; record battu avec un éclair de 676 m, mais non homologué par le Livre Guinness des records.
Depuis décembre 2019 deux sociétés de Philippe Darcis sont placées sous la procédure de redressement judiciaire après avoir accumulé une perte de 1,15 million d'euros.

## Spécialités

### Les macarons
Jean-Philippe Darcis est reconnu pour ses macarons. En décembre 2011, Jean-Philippe Darcis se lance dans l'e-commerce avec l'ouverture d'une boutique en ligne pour la vente de ses produits, dont les macarons.

### Chocol@
En 2010, Jean-Philippe Darcis crée avec des associés un nouveau concept. Nommé Chocol@, ce nouveau produit permet d'envoyer des messages composés de pralines via une boutique en ligne.

## Prix
- Trophée Prosper Montagné[réf. souhaitée]
- Prix International du chocolat belge et octroi à vie du titre d'Ambassadeur du Chocolat Belge (2001)[réf. souhaitée]
- Médaille de bronze par équipe au Championnat du Monde de la Pâtisserie (Las Vegas, 2002)[réf. souhaitée]
- Médaille d'or dans la catégorie "Pièce en chocolat" (Las Vegas, 2002)[réf. souhaitée]
- Médaille d'argent à la Coupe du Monde de Crèmes Glacées (Turin, 2003)[réf. souhaitée]
- Membre de "Relais Desserts International"[réf. souhaitée]
- Coq de Cristal à plusieurs reprises et avec différents produits[réf. à confirmer][9]
- Chevalier du Mérite wallon (Ch.M.W.) 2018

## Ouvrages
- Jean-Philippe Darcis, Secrets chocolat, 30 recettes de Jean-Philippe Darcis[10]